# اوموری
۳۵°۳۴′۰۰″شمالی ۱۳۹°۴۴′۰۰″شرقی / ۳۵٫۵۶۶۶۶۷°شمالی ۱۳۹٫۷۳۳۳۳۳°شرقی

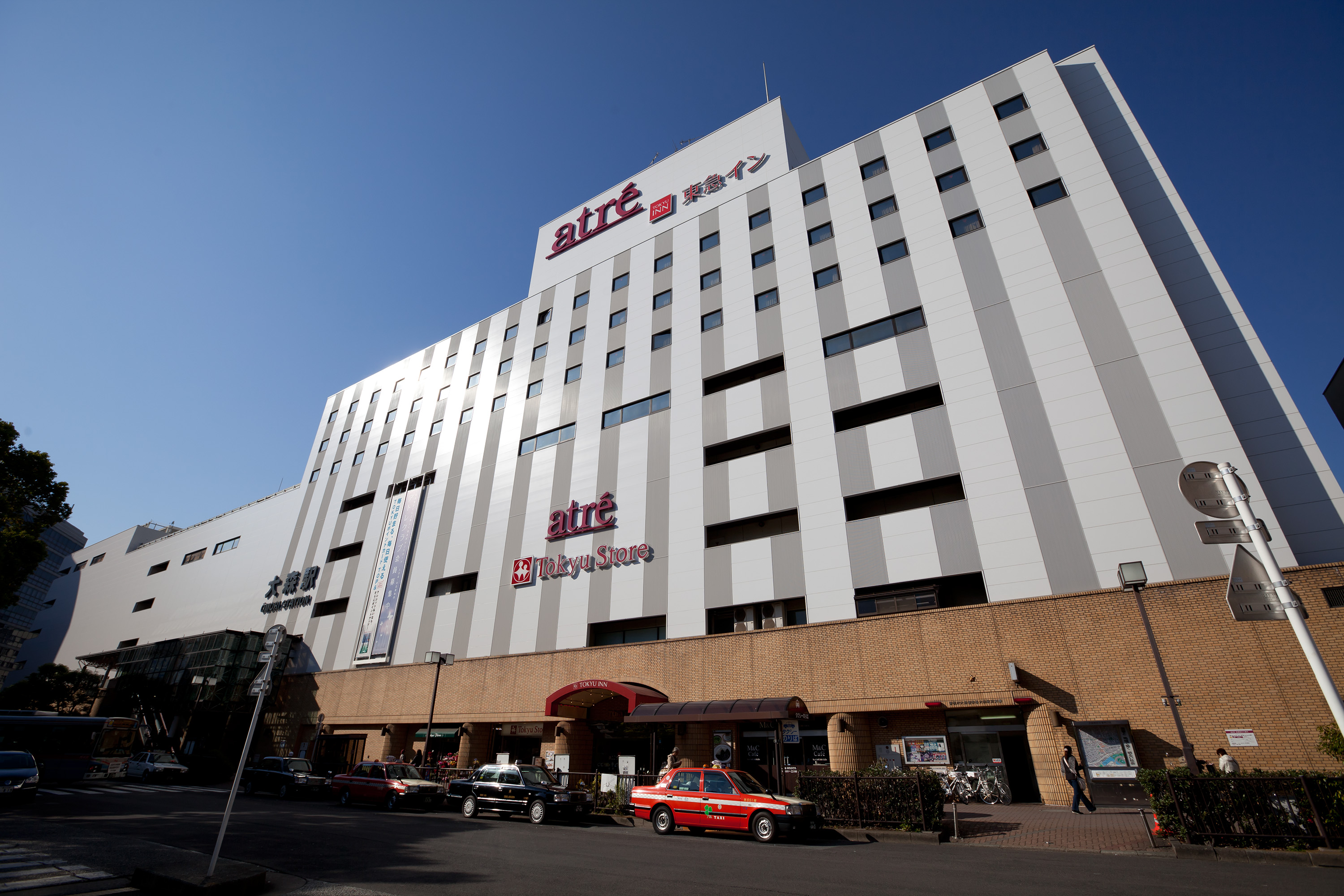
ایستگاه اوموری.

اوموری (به ژاپنی: (大森 Ōmori) یکی از محله‌های توکیو پایتخت ژاپن است که در منطقهٔ شیناگاوا واقع شده‌است.

## ایستگاه راه آهن
- جی آر، خط که‌ایهین-توهوکو، ایستگاه اوموری